# Orongorongo (fleuve)
Le fleuve Orongorongo  (anglais : Orongorongo River) est un cours d’eau qui s’écoule sur 32 km vers le sud-ouest à travers la vallée d’Orongorongo Valley dans le sud de la chaîne de Rimutaka dans l’Île du Nord de la Nouvelle-Zélande.

## Géographie
Le fleuve et les bassins de drainage associés siègent dans les limites du parc forestier du Rimutaka, qui est administré par le Department of Conservation.
Le fleuve Orongorongo est la principale voie de drainage de la chaîne de Rimutaka Range, dans une large zone soumise à des chutes de pluie atteignant parfois 2 400 mm en une année, ce qui est deux fois plus que la pluviométrie à son embouchure au niveau du détroit de Cook. Sur la plus grande partie de son parcours, la rivière est un  cours d'eau en tresses, avec un lit très large formé de galets de grauwacke et de graviers et qui est alimentée par un grand nombre de torrents. Le lit de gravier avec la lumière peut donner une coloration dans certaines zones, qui est variable en fonction de la profondeur par rapport au segment adjacent.
Du fait de l’importance des pluies sur la chaîne de Rimutaka, souvent sous forme d’orages intenses, la rivière est prompte à de violentes inondations. Les plus sévères de ces montées des eaux entraînent la plupart de la végétation située dans le lit de la rivière qui est ainsi renouvelée tous les 15 à 20 ans. Entre ces crues, les îles, formées de galets, sont progressivement colonisées par diverses plantes à croissance rapide, suivies par les hôtes natifs tels que les tauhinu et  manuka (Leptospermum scoparium), et parfois de petits arbres.

## Loisirs
La vallée d’Orongorongo est réputée pour ses randonnées à la journée dans le cadre des circuits de la région de Wellington. L’accès le plus populaire se fait via la vallée de Catchpool. Un chemin de quatre heures avec aller et retour, nommé : Orongorongo Track permet d'atteindre la rivière à l’endroit où le torrent Turere Stream s'y déverse. De là, plusieurs circuits à la journée ou sur plusieurs jours sont possibles, allant de la simple promenade jusqu’à la randonnée, qui continuent en s'enfonçant plus profondément dans le parc forestier de Rimutaka.
Plusieurs refuges du Department of Conservation ou parfois privés, dont certains avec un service, mais souvent plus basiques, équipent la vallée d'Orongorongo, principalement au niveau de la moitié supérieure du trajet de la rivière.

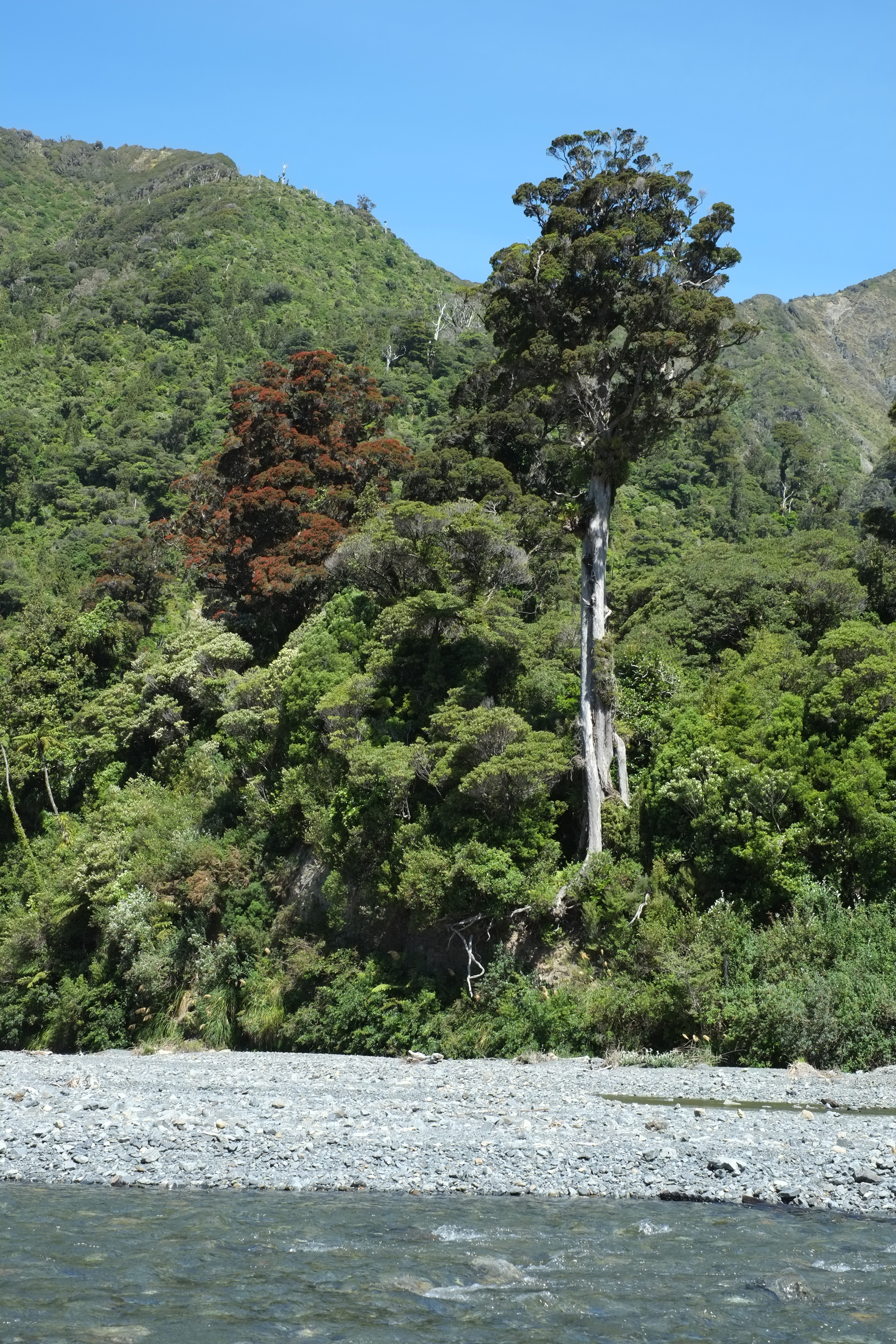
Northern rātā en fleurs derrière la rivière Orongorongo

## Liens Externes
- https://www.orongorongoclub.org.nz/ - Orongorongo Club